# Teun de Nooijer
Teun Floris de Nooijer (Egmond aan den Hoef, 22 maart 1976) is een voormalig Nederlands hockeyer. Hij won met het herenteam de gouden medaille op de Olympische Spelen in Atlanta (1996) en Sydney (2000). Eén keer werd hij wereldkampioen, één keer Europees kampioen en zes keer won hij de Champions Trophy. Hij speelde 453 officiële interlands en maakte 214 doelpunten voor de nationale ploeg.

## Hockey-loopbaan
Van jongs af aan hockeyde Teun met zijn broers op een garagepleintje in Egmond aan de Hoef. De Nooijer begon pas officieel met hockeyen, bij Hockeyclub Alkmaar, toen hij negen jaar oud was. Zijn dertiende verjaardag vierde hij in het vliegtuig, op weg naar zijn eerste internationale toernooi in Lyon met het Nederlands B (Nederlandselftal tot 16 jaar).
Met de jeugdelftallen van Alkmaar werd hij meerdere malen Noord-Hollands kampioen. Op zijn vijftiende debuteerde hij onder trainer/coach Cees Koppelaar in Alkmaar heren 1 (in de overgangsklasse uit tegen Rotterdam). Twee seizoenen later debuteerde hij in de hoofdklasse met het eerste herenelftal van Bloemendaal waar hij nadat Martijn van Westerop was gestopt met tophockey rugnummer 11 omwisselde voor 'zijn' nummer 14. Sindsdien wordt hij vaak vergeleken met Johan Cruijff, de nummer 14 uit het voetbal. Zijn groot ruimtelijk inzicht, goede passes, fluwelen techniek en kapsel doen hem qua speelstijl en uiterlijk ook denken aan stervoetballer Zinédine Zidane.
De Nooijer maakte zijn debuut in het Nederlands elftal op 4 juni 1994, in het met 5-0 gewonnen oefenduel tegen Nieuw-Zeeland in Liempde. Hij geldt als een van de grootste talenten die het Nederlandse hockey ooit heeft voortgebracht.
De Nooijer kan zowel op het middenveld als in de aanval uit de voeten, en speelde in eigen land voor achtereenvolgens Alkmaar en Bloemendaal. Met die laatste club won hij meerdere landstitels. Ook speelde hij een paar maanden in Duitsland, bij de Hamburgse club Harvestehuder THC, waarmee hij in 1998 kampioen van Duitsland werd.
De Nooijer won in zijn loopbaan vier olympische medailles. Daarmee evenaarde hij het hockeyrecord van de Indiërs Leslie Claudius en Udham Singh. In 1996 in Atlanta en in 2000 in Sydney won de Nederlandse heren hockeyploeg goud. In 2004 in Athene verloren de hockeyers de finale van Australië en moesten genoegen nemen met zilver. De Nooijer viel aan het einde van de eerste helft geblesseerd uit. In Londen in 2012 verloren de heren de finale van Duitsland met 2-1. Na deze finale nam De Nooijer voorgoed afscheid van het nationale team.
De balvirtuoos maakte in 1998 het winnende doelpunt (golden goal) in de verlenging van de finale van het wereldkampioenschap in Utrecht, waarin Spanje, na een 0-2-voorsprong, twaalf minuten voor tijd, alsnog met 3-2 verslagen werd.
Na drie keer te zijn genomineerd riep de wereldhockeybond FIH hem in 2003 uit tot Wereldhockeyer van het Jaar. Deze onderscheiding kreeg hij opnieuw in 2005 en 2006. In eigen land werd hij zeven keer verkozen tot beste hockeyer van de hoofdklasse.
Bij het achtlandentoernooi in Amstelveen speelde De Nooijer op woensdag 17 augustus 2005 zijn driehonderdste interland voor de nationale ploeg: de met 2-1 verloren wedstrijd tegen Zuid-Korea. In 2006 scoorde hij de winnende goal in de finale van de Champions Trophy tegen regerend wereldkampioen Duitsland.
In het boek 'De beste Nederlandse hockeyers m/v aller tijden' van hockeyjournalisten Philip Kooke en Rim Voorhaar uit 2009 werd Teun de Nooijer, voor Ties Kruize en Stephan Veen, uitgeroepen tot beste Nederlandse hockeyer aller tijden.
In januari 2012, een half jaar voor aanvang van de Olympische spelen in Londen, werd De Nooijer, samen met strafcorner specialist Taeke Taekema, aanvankelijk niet opgenomen in de selectie van het Nederlands team. Bondscoach Paul van Ass motiveerde de verwijdering uit de selectie met een botanische metafoor: "Als je twee grote bomen uit het bos haalt, gaat het struikgewas daaronder sneller groeien". Velen plaatsten vraagtekens bij deze beslissing. Twee maanden later kwam Van Ass op zijn beslissing terug. Tijdens het toernooi speelde De Nooijer de finale tegen Duitsland; dit was zijn 453e en laatste interland.
Op 22 maart 2013, op zijn 37ste verjaardag, na afloop van de hoofdklassewedstrijd met zijn club Bloemendaal in en tegen Rotterdam kondigde hij zijn afscheid aan als hockeyer na het seizoen. Hij speelde zijn laatste wedstrijd voor Bloemendaal op 19 mei 2013, de met 2-0 gewonnen Euro Hockey League-finale tegen KHC Dragons. Op 23 juni volgde zijn afscheidswedstrijd, een gelegenheidsduel tussen een wereldelftal met onder andere Shahbaz Ahmed en Jong-Ho Seo en twee teams van Oranje uit de periode 1994-2012.
Na het einde van zijn spelersloopbaan bleef De Nooijer actief in de sportwereld. In 2014 was hij werkzaam als teammanager bij de voetbalclub AZ. Een jaar later keerde hij terug bij Bloemendaal als assistent-coach van het vrouwenteam. Met ingang van het seizoen 2016/2017 wordt hij hoofdtrainer van de hockeysters van Bloemendaal. Hij volgde Jorge Nolte op. In juni 2023 werd bekendgemaakt dat hij per seizoen 2023-2024 de coach zal zijn van Dames 1 van de Amsterdamsche Hockey & Bandy Club.

## Persoonlijk
De Nooijer haalde gedurende zijn sportloopbaan een HEAO-diploma 'commerciële economie' aan de Randstad Topsport Academie en heeft in navolging van zijn voetballende voorbeeld Johan Cruijff een 'Teun de Nooijer Academy' waar hij werkt aan talentontwikkeling van hockeyende jeugd en inspirerende sessies geeft aan het bedrijfsleven.
Hij is getrouwd met Philippa Suxdorf (voormalig Duits hockeyster met 154 gespeelde interlands) en samen hebben zij drie dochters, onder wie hockeyster Lilli de Nooijer.

## Clubs
| Seizoen   | Club                  | Land      | Competitie          | Wed. | goals |
| --------- | --------------------- | --------- | ------------------- | ---- | ----- |
| 1991/'93  | Alkmaar               | Nederland | Eerste klasse       |      |       |
| 1993/'98  | HC Bloemendaal        | Nederland | Hoofdklasse         |      |       |
| 1998      | Harvestehuder THC     | Duitsland | Bundesliga          |      |       |
| 1998/2013 | HC Bloemendaal        | Nederland | Hoofdklasse         |      |       |
| 2013/2014 | Uttar Pradesh Wizards | India     | Hockey India League |      |       |

## Erelijst

### Met Nederlands Elftal
| JAAR | TOERNOOI               | PLAATS                     | RESULTAAT      |
| ---- | ---------------------- | -------------------------- | -------------- |
| 1994 | Wereldkampioenschap    | Sydney, Australië          | Zilver         |
| 1995 | Europees kampioenschap | Dublin, Ierland            | Zilver         |
|      | Champions Trophy       | Berlijn, Duitsland         | Vierde plaats  |
| 1996 | Olympische Spelen      | Atlanta, Verenigde Staten  | Goud           |
|      | Champions Trophy       | Chennai, India             | Goud           |
| 1997 | Champions Trophy       | Adelaide, Australië        | Vierde plaats  |
| 1998 | Wereldkampioenschap    | Utrecht, Nederland         | Goud           |
|      | Champions Trophy       | Lahore, Pakistan           | Goud           |
| 1999 | Champions Trophy       | Brisbane, Australië        | Brons          |
|      | Europees kampioenschap | Padua, Italië              | Zilver         |
| 2000 | Champions Trophy       | Amstelveen, Nederland      | Goud           |
|      | Olympische Spelen      | Sydney, Australië          | Goud           |
| 2001 | Champions Trophy       | Rotterdam, Nederland       | Brons          |
| 2002 | Wereldkampioenschap    | Kuala Lumpur, Maleisië     | Brons          |
|      | Champions Trophy       | Keulen, Duitsland          | Goud           |
| 2003 | Champions Trophy       | Amstelveen, Nederland      | Goud           |
|      | Europees kampioenschap | Barcelona, Spanje          | Vierde plaats  |
| 2004 | Olympische Spelen      | Athene, Griekenland        | Zilver         |
|      | Champions Trophy       | Lahore, Pakistan           | Zilver         |
|      | Rabobank Trophy        | Amstelveen, Nederland      | Zilver         |
| 2005 | Europees kampioenschap | Leipzig, Duitsland         | Zilver         |
|      | Champions Trophy       | Chennai, India             | Zilver         |
| 2006 | Champions Trophy       | Barcelona, Spanje          | Goud           |
|      | Sultan Azlan Shah Cup  | Kuala Lumpur, Maleisië     | Goud           |
|      | Wereldkampioenschap    | Mönchengladbach, Duitsland | Zevende plaats |
| 2007 | Europees kampioenschap | Manchester, Engeland       | Goud           |
|      | Champions Trophy       | Kuala Lumpur, Maleisië     | Brons          |
| 2008 | Champions Trophy       | Rotterdam, Nederland       | Vierde plaats  |
|      | Olympische Spelen      | Peking, China              | Vierde plaats  |
| 2009 | Europees kampioenschap | Amsterdam, Nederland       | Brons          |
| 2010 | Champions Trophy       | Mönchengladbach, Duitsland | Brons          |
| 2012 | Olympische Spelen      | Londen, Engeland           | Zilver         |

### Clubs
- Nederlands Kampioen: 1993, 1999, 2000, 2002, 2006, 2007, 2008, 2009, 2010
- Duits Kampioen: 1998
- Europacup I / Euro Hockey League: 2001, 2009, 2013

### Persoonlijk
- FIH speler van het jaar: 2003, 2005, 2006
- Beste speler hoofdklasse: 1998, 1999, 2001, 2002, 2003, 2004, 2009
- Topscorer hoofdklasse: 2001
- Meest waardevolle speler (MVP) EHL 2009, 2013
- Fanny Blankers-Koen Trofee: 2013[7]

Floris Jan Bovelander · 
Jacques Brinkman · 
Maurits Crucq · 
Marc Delissen · 
Jeroen Delmee · 
Taco van den Honert · 
Ronald Jansen · 
Erik Jazet · 
Leo Klein Gebbink · 
Bram Lomans · 
Tycho van Meer · 
Teun de Nooijer · 
Wouter van Pelt · 
Stephan Veen · 
Guus Vogels · 
Remco van Wijk ·
Coach: Roelant Oltmans
Jacques Brinkman · 
Jaap-Derk Buma · 
Jeroen Delmee · 
Marten Eikelboom · 
Piet-Hein Geeris · 
Ronald Jansen · 
Erik Jazet · 
Bram Lomans · 
Teun de Nooijer · 
Wouter van Pelt · 
Stephan Veen · 
Guus Vogels · 
Diederik van Weel · 
Sander van der Weide · 
Remco van Wijk · 
Peter Windt ·
Coach: Maurits Hendriks
Matthijs Brouwer · 
Ronald Brouwer · 
Jeroen Delmee · 
Geert-Jan Derikx · 
Rob Derikx · 
Marten Eikelboom · 
Floris Evers · 
Erik Jazet · 
Karel Klaver · 
Jesse Mahieu · 
Teun de Nooijer · 
Rob Reckers · 
Taeke Taekema · 
Klaas Veering · 
Guus Vogels · 
Sander van der Weide ·
Coach: Terry Walsh
Thomas Boerma · 
Matthijs Brouwer · 
Ronald Brouwer · 
Jeroen Delmee · 
Geert-Jan Derikx · 
Rob Derikx · 
Laurence Docherty · 
Jeroen Hertzberger · 
Robert van der Horst · 
Timme Hoyng · 
Teun de Nooijer · 
Rob Reckers · 
Taeke Taekema · 
Guus Vogels · 
Roderick Weusthof · 
Sander van der Weide ·
Coach: Roelant Oltmans
Sander Baart · 
Billy Bakker · 
Marcel Balkestein · 
Floris Evers · 
Rogier Hofman · 
Robert van der Horst · 
Tim Jenniskens · 
Wouter Jolie · 
Robbert Kemperman · 
Teun de Nooijer · 
Jaap Stockmann · 
Valentin Verga · 
Klaas Vermeulen · 
Bob de Voogd · 
Mink van der Weerden · 
Roderick Weusthof · 
Sander de Wijn ·
Coach: Paul van Ass
- Gemeinsame Normdatei: 142057185
- International Standard Name Identifier: 0000 0000 8640 3046
- Nederlandse Thesaurus van Auteursnamen: 327497408
- Virtual International Authority File: 125086572
- WorldCat: E39PBJqQrJHCtfRrYyCchpR7pP